# Djibril Sow
Djibril Sow (ur. 6 lutego 1997 w Zurychu) – szwajcarski piłkarz pochodzenia senegalskiego występujący na pozycji pomocnika w hiszpańskim klubie Sevilla FC oraz w reprezentacji Szwajcarii.

## Życiorys
Jest wychowankiem FC Zürich. W czasach juniorskich trenował także w BC Albisrieden. 1 lipca 2015 został piłkarzem Borussii Mönchengladbach, trafiając od razu do czwartoligowej drużyny rezerw. Przed rozpoczęciem sezonu 2016/2017 został włączony do pierwszego zespołu. W Bundeslidze zadebiutował 29 kwietnia 2017 w wygranym 2:1 meczu z 1. FSV Mainz 05. Do gry wszedł w 93. minucie, zastępując Larsa Stindla. 1 lipca 2017 odszedł za 2 miliony euro do berneńskiego BSC Young Boys. W rozgrywkach Swiss Super League zagrał po raz pierwszy 22 lipca 2017 w wygranym 2:0 spotkaniu z FC Basel. Grał w nim od 59. minuty, gdy zmienił Michela Aebischera. W sezonie 2017/2018 wraz z klubem zdobył mistrzostwo kraju. 1 lipca 2019 odszedł za 9 milionów euro do Eintrachtu Frankfurt. W sierpniu 2023 został piłkarzem hiszpańskiego klubu Sevilla FC.
W reprezentacji Szwajcarii zadebiutował 8 września 2018 w wygranym 6:0 meczu Ligi Narodów z Islandią. Do gry wszedł w 79. minucie, zmieniając Stevena Zubera.

## Statystyki kariery

### Klubowe
(aktualne na dzień 27 lipca 2025)
| Klub                        | Sezon              | Liga               | Liga  | Liga   | Puchar kraju | Puchar kraju | Europa | Europa | Inne  | Inne   | Suma  | Suma   |
| Klub                        | Sezon              | Liga               | Mecze | Bramki | Mecze        | Bramki       | Mecze  | Bramki | Mecze | Bramki | Mecze | Bramki |
| --------------------------- | ------------------ | ------------------ | ----- | ------ | ------------ | ------------ | ------ | ------ | ----- | ------ | ----- | ------ |
| Borussia Mönchengladbach II | 2015/16            | Regionalliga       | 15    | 3      | —            | —            | —      | —      | —     | —      | 15    | 3      |
| Borussia Mönchengladbach II | 2016/17            | Regionalliga       | 16    | 3      | —            | —            | —      | —      | —     | —      | 16    | 3      |
| Borussia Mönchengladbach II | Ogólnie            | Ogólnie            | 31    | 6      | 0            | 0            | 0      | 0      | 0     | 0      | 31    | 6      |
| Borussia Mönchengladbach    | 2016/17            | Bundesliga         | 1     | 0      | 2            | 0            | 0      | 0      | —     | —      | 3     | 0      |
| Young Boys                  | 2017/18            | Swiss Super League | 27    | 1      | 4            | 0            | 6      | 0      | —     | —      | 37    | 1      |
| Young Boys                  | 2018/19            | Swiss Super League | 28    | 3      | 3            | 0            | 8      | 0      | —     | —      | 39    | 3      |
| Young Boys                  | Ogólnie            | Ogólnie            | 55    | 4      | 7            | 0            | 14     | 0      | 0     | 0      | 76    | 4      |
| Eintracht                   | 2019/20            | Bundesliga         | 29    | 1      | 2            | 0            | 9      | 0      | —     | —      | 40    | 1      |
| Eintracht                   | 2020/21            | Bundesliga         | 28    | 0      | 1            | 0            | 0      | 0      | —     | —      | 29    | 0      |
| Eintracht                   | 2021/22            | Bundesliga         | 31    | 2      | 1            | 0            | 12     | 1      | —     | —      | 44    | 3      |
| Eintracht                   | 2022/23            | Bundesliga         | 32    | 4      | 6            | 0            | 8      | 0      | 1     | 0      | 47    | 4      |
| Eintracht                   | Ogólnie            | Ogólnie            | 120   | 7      | 10           | 0            | 29     | 1      | 1     | 0      | 160   | 8      |
| Sevilla                     | 2023/24            | Primera Division   | 24    | 1      | 3            | 0            | 6      | 0      | —     | —      | 33    | 1      |
| Sevilla                     | 2024/25            | Primera Division   | 20    | 2      | 2            | 0            | —      | —      | —     | —      | 22    | 2      |
| Sevilla                     | Ogólnie            | Ogólnie            | 44    | 3      | 5            | 0            | 6      | 0      | 0     | 0      | 55    | 3      |
| Ogólnie w karierze          | Ogólnie w karierze | Ogólnie w karierze | 251   | 20     | 24           | 0            | 49     | 1      | 1     | 0      | 325   | 21     |

### Reprezentacyjne
(aktualne na dzień 27 lipca 2025)
| Reprezentacja | Rok     | Występy | Gole |
| ------------- | ------- | ------- | ---- |
| Szwajcaria    | 2018    | 2       | 0    |
| Szwajcaria    | 2019    | 4       | 0    |
| Szwajcaria    | 2020    | 7       | 0    |
| Szwajcaria    | 2021    | 11      | 0    |
| Szwajcaria    | 2022    | 12      | 0    |
| Szwajcaria    | 2023    | 5       | 0    |
| Szwajcaria    | 2024    | 0       | 0    |
| Szwajcaria    | 2025    | 4       | 0    |
| Ogólnie       | Ogólnie | 45      | 0    |